# Aleš Hojs
Aleš Hojs, slovenski gradbeni inženir, politik * 12. december 1961, Ljubljana
Hojs je dvakratni slovenski minister. V 10. vladi Republike Slovenije je kot član Nove Slovenije vodil resor za obrambo, v 14. vladi Republike Slovenije je kot član Slovenske demokratske stranke opravljal funkcijo ministra za notranje zadeve.

## Življenjepis
Obiskoval je Gimnazijo Bežigrad, leta 1988 pa je diplomiral na Fakulteti za arhitekturo, gradbeništvo in geodezijo Univerze v Ljubljani.
Po zaključeni diplomi je bil najprej zaposlen kot nadzorni inženir na Republiški upravi za ceste. Leta 1990 je bil odgovorni projektant pri podjetju GIVO, kasneje pa direktor sektorjev v Javnem podjetju Vodovod-Kanalizacija Ljubljana. Po koncu mandata ministra za obrambo v drugi Janševi vladi se je zaposlil na izpostavi družbe DRI v Beogradu, kjer je vodil izgradnjo avtocest.
Leta 2016 je bil zaradi notranjih sporov izključen iz stranke Nova Slovenija, kasneje pa se je pridružil Slovenski demokratski stranki. Hojs je bil še v času članstva v NSi član strokovnega sveta SDS.
Je član predsedstva Združenja za vrednote slovenske osamosvojitve. Bil je predsednik upravnega odbora Nove24TV in član upravnega odbora Nogometnega društva Slovan.

### Minister za obrambo
V času druge Janševe vlade (2012 in 2013) je bil minister za obrambo iz kvote Nove Slovenije. Njegov mandat je zaznamovala razveljavitev pogodbe s finskim proizvajalcem oklepnikov Patria in poimenovanje nekaterih slovenskih vojašnic po padlih v slovenski osamosvojitveni vojni. S predsednikom države sta ob državnih praznikih sprovedla postavitev častne čete Slovenske vojske pred Predsedniško palačo v Ljubljani.

### Minister za notranje zadeve
Od 13. marca 2020 je bil imenovan na mesto ministra za notranje zadeve v 14. vladi Republike Slovenije pod vodstvom premierja Janez Janša. Pri gospodarskem ministru Zdravku Počivalšku je 30. junija 2020, ob robu hišnih preiskav, podal svoj nepreklicni odstop z mesta notranjega ministra. Kot razlog za odstop je navedel politično motiviranost preiskav ter zanje kot minister prevzema politično odgovornost. Poleg njega je odstopil tudi generalni direktor policije Anton Travner. Predsednik vlade Janez Janša je nepreklicni odstop ignoriral in Državnega zbora ni obvestil o odstopu, saj da bi izpraznjeno ministrsko mesto v času epidemije koronavirusa državi škodovalo.
18. septembra 2020 je zoper Hojsa stekla interpelacija, v kateri mu je predlagatelj Matjaž Nemec (SD) očital sugeriranje policiji o postopanju v določenih zadevah ter odpravo prepovedi koncerta hrvaškega glasbenika Marka Perkovića - Thompsona. Slednje je pristojnim organom naložilo Upravno sodišče, ki je odločitev Ksenije Klampfer, da se koncert odpove, opredelilo kot neustavno. Hojs je interpelacijo prestal s 43 proti 38 glasov. Po pogovoru s predsednikom vlade je ta odločil, da Hojsovega odstopa ne bo sprejel. Vnovič je bil interpeliran 20. decembra 2021, ko interpelacija znova ni bila uspešna.
V začetku maja 2021 je Hojs zaradi objave posmehljivega zapisa na družbenem omrežju Twitter, s katerim je cinično pospremil akcijo zbiranja prostovoljnih prispevkov "STA5" za obstanek finančno nestabilne Slovenske tiskovne agencije, sprožil burne odzive javnosti. Objavi je dodal zajem zaslona mobilnega telefona, na katerem je bilo vidno elektronsko sporočilo s ključno besedo "STA 0". Hojs je sliko pospremil z besedami: "Sporočajo mi, da ne morem donirati in pomagati STA." Zapis je v času, ko je agenciji zaradi blokade nakazila sredstev za opravljeno javno službo s strani Vlade RS grozila izguba finančne likvidnosti, naletel na kritike opozicijskih politikov in širše javnosti.